# Krak 3
Krak 3 – trzeci solowy album polskiego rapera Bosskiego Romana. Został wydany w czerwcu 2010 roku nakładem wytwórni muzycznej Fonografika.
Płyta jest utrzymana różnych gatunkach, od hip-hopu i drum and bassu po muzykę elektroniczną, a kończąc na dancehallu. Stroną muzyczną zajęli się PZG, Piero, P.A.F.F., Zich, Kriso, Kaosbreed, Tom Corman i Kassier. Natomiast gośćmi zostali między innymi Peja, Bas Tajpan, Kali, Paluch, Sobota czy NON Koneksja.

## Lista utworów
Źródło.
1. „Intro” (produkcja: PZG)
2. „Wróg publiczny” (produkcja: PZG)
3. „Lecimy na ostro” (produkcja: P.A.F.F.)
4. „Olewam” (produkcja: PZG)
5. „Komplex ciężkich powiek” (produkcja: P.A.F.F., gościnnie: Popek)
6. „Dawaj ten ton” (produkcja: Zich)
7. „Dawaj ten ton (PZG RMX)” (produkcja: PZG)
8. „Dawaj ten ton (Piero RMX)” (produkcja: Piero)
9. „JP” (produkcja: P.A.F.F., gościnnie: Tadek)
10. „Posłuchaj tego” (produkcja: P.A.F.F., gościnnie: Młody Bosski)
11. „Niełatwy żywot ulicznego rapera” (produkcja: P.A.F.F., gościnnie: Gabi, Paluch, Peja, Sobota, Popek & HiJack Hood, Komplex)
12. „Tak jest na ulicy” (produkcja: Piero, gościnnie: Omerta)
13. „Ulica uczy” (produkcja: Piero, gościnnie: Szajka)
14. „Z podniesioną głową” (produkcja: Kris, gościnnie: Kala, NON Koneksja)
15. „Ironia losu” (produkcja: Kaosbreed)
16. „Czego chcesz od życia” (produkcja: Piero, gościnnie: Leetal, Popek)
17. „Każdy problem to okazja” (produkcja: Piero, gościnnie: Bas Tajpan, Leetal)
18. „Obudź w sobie ducha” (produkcja: Kaosbreed)
19. „Zabij w sobie małość” (produkcja: Tom Corman)
20. „Piorą tobie beret” (produkcja: Kassier, gościnnie: FS Dan)
21. „Dobra fala” (produkcja: Piero, gościnnie: Mikael)
22. „Anty Hejters” (produkcja: Piero)
23. „Balety” (produkcja: P.A.F.F.)
24. „Wyprawa nocna 4” (produkcja: P.A.F.F.)
25. „Anty Hejters (PZG RMX)” (produkcja: PZG)
26. „Nie do zatrzymania (PZG RMX) Outro” (produkcja: PZG, gościnnie: Kali, Kala)